# Avenida Leopoldo Sucre Figarella
Avenida Leopoldo Sucre Figarella es el nombre que recibe una de las vías más importantes de Ciudad Guayana, la localidad más grande del Estado Bolívar en la Región de Guayana en la parte meridional del país sudamericano de Venezuela. Fue llamada así por Leopoldo Sucre Figarella, exministro de obras públicas y exgobernador regional fallecido en 1996.

## Descripción
Se trata de una avenida que cruza parte de la Ciudad comenzando en la Avenida Paseo Caroní, hasta llegar al cruce de la Avenida Libertador con la Avenida José Gumilla. En su recorrido conecta además con la Avenida Atlántico, la Avenida Loefling, la Vía Colombia, la vía el Ecomuseo entre otras calles.
Su recorrido posee grandes vistas de áreas verdes de la Ciudad e importantes atracciones como el Parque Loefling, el Río Caroní, la Isla Cachamay, la Plaza del agua, el Ecomuseo del Caroní, El Parque La Llovizna, la represas de Macagua, entre otros. Atraviesa los sectores de Los Mangos, Los Saltos, Arivana, Los Olivos, Las Malvinas, Francisco de Miranda, por citar algunos.